# 11월 4일
11월 4일은 그레고리력으로 308번째(윤년일 경우 309번째) 날에 해당한다.

## 사건
- 1429년 - 아르마냑 부르고뉴 내전: 잔다르크가 생 피에르 르 무티에를 탈환했다.
- 1921년 - 아돌프 히틀러, 돌격대 창설.
- 1950년 - 한국 전쟁: 중국공산당 및 민주제당파, <항미원조연합선언> 발표. 이미 중국군은 한반도로 진주한 상태였다.
- 1952년 - 드와이트 아이젠하워, 공화당 후보로 미(美) 대통령에 당선되다.
- 1956년 - 헝가리 봉기. 소련군, 헝가리의 수도 부다페스트 점령. 카다르정권 수립
- 1983년 - 1983년 버마 아웅 산 묘소 폭탄 테러의 후속조치로 버마(현. 미얀마)정부, 조선민주주의인민공화국과 외교관계를 단절한다.
- 1998년 - 중화인민공화국 전인대 상무위는 [村民委組織法]을 채택.
- 2000년 - 필리핀 대통령 사임을 요구하는 대규모 집회(6만 명) 개최.
- 2007년 - 마부노호가 풀려났다.
- 2008년
  - 2008년 미국 대통령 선거의 선거인단 투표.
  - 안양 초등학생 납치 살해 사건이 발생했다.

## 문화
- 1926년 - 일제강점기: 조선어연구회가 음력 9월 29일을 기준으로 제1회 "가갸날" 행사를 가지다. 이는 한글날로 이름이 바뀌고 날짜도 바뀌었다.
- 1952년 - 미국 국가 안보국 설립.
- 1973년 - 충청북도 단양군 고수리 고수동굴에서 동양 최초로 동굴벽화가 발견되다.
- 1985년 - KBS 1TV에서 가요무대 첫방송.
- 1996년 - 전 세계 31개국 차트 1위, 영국 뮤지션으로는 드물게 미국 빌보드차트 정상에 올랐던 스파이스 걸스의 대표곡 〈Wannabe〉가 수록된 데뷔 앨범 Spice가 발매되다.
- 1999년 - 박효신 데뷔.
- 2009년 - SM엔터테인먼트 소속 그룹 f(x), 싱글앨범 "Chu~♡" 발매.
- 2015년 - 고척스카이돔 개장.
- 2021년 - Apple TV+가 한국에 출시되었다.

## 탄생
- 1335년 - 조선의 제1대 국왕 태조. (~1408년)
- 1618년 - 무굴 제국의 제6대 황제 아우랑제브. (~1707년)
- 1652년 - 잉글랜드의 국왕, 네덜란드 오렌지 공작 윌리엄 3세. (~1702년)
- 1860년 - 조선의 친일 관료 조중응. (~1919년)
- 1891년 - 미국의 군인 올랜도 워드. (~1972년)
- 1893년 - 독일의 영화 감독, 시나리오 작가 막스 W. 키미히. (~1980년)
- 1896년 - 필리핀의 제8대 대통령 카를로스 P. 가르시아. (~1971년)
- 1901년 - 대한제국의 황태자비 이방자. (~1989년)
- 1904년 - 대한민국의 소설가 이태준. (~1978년)
- 1916년
  - 조선의 용대 독립운동가 김학철. (~2001년)
  - 미국의 방송인 월터 크롱카이트. (~2009년)
  - 미국의 사업가 루스 핸들러. (~2002년)
- 1931년 - 대한민국의 정치인 우병택. (~2015년)
- 1932년 - 오스트리아의 대통령, 정치인 토마스 클레스틸. (~2004년)
- 1933년 - 미국의 공학자 찰스 K. 가오. (~2018년)
- 1937년 - 미국의 배우 로레타 스윗. (~2025년)
- 1938년
  - 대한민국의 록 음악 싱어송라이터 신중현.
  - 베네수엘라의 배우 미겔 앙헬 란다.
- 1942년 - 대한민국의 교육자 이현구.
- 1946년 - 미국의 영부인 로라 부시.
- 1947년 - 일본의 배우 니시다 토시유키. (~2024년)
- 1950년 - 미국의 배우, 성우, 영화 프로듀서 마키 포스트. (~2021년)
- 1951년 - 루마니아의 대통령 트라이안 버세스쿠.
- 1952년 - 대한민국의 배우 장순국.
- 1954년
  - 소련의 육상 선수 알렉산드르 악시닌. (~2020년)
  - 대한민국의 영화배우 권혁수.
- 1955년
  - 핀란드의 총리 마티 반하넨.
  - 루마니아의 대통령 트라이안 버세스쿠.
- 1957년 - 오스트레일리아의 총리 토니 애벗.
- 1963년
  - 아르헨티나의 전 축구 심판 오라시오 엘리손도.
  - 대한민국의 모델 윤정.
- 1964년
  - 대한민국의 치과의사, 변호사, 법조인, 정치인 전현희.
  - 대한민국의 정치인 박정현.
  - 일본의 성우 미즈타니 유코. (~2016년)
- 1965년 - 대한민국의 성우 오인성.
- 1966년 - 대한민국의 전 국회의원 장은영.
- 1967년 - 일본의 음악 프로듀서, 키보디스트 아사쿠라 다이스케.
- 1968년
  - 프랑스의 유도 선수 마리클레르 레스투.
  - 스페인의 유도 선수 알무데나 무뇨스.
  - 대한민국의 성우 안소연.
- 1969년
  - 대한민국의 역도 선수 전병관.
  - 대한민국의 모델 이소라.
  - 미국의 랩 가수 숀 콤스 (퍼프 대디).
  - 미국의 배우 매슈 매코너헤이.
  - 미국의 배우 서맨사 스미스.
- 1970년 - 대한민국의 영화 감독 나현.
- 1971년
  - 대한민국 록 밴드 장기하와 얼굴들의 기타리스트 하세가와 요헤이.
  - 미국의 가수 그레고리 포터
- 1972년
  - 포르투갈의 전 축구 선수 루이스 피구.
  - 미국의 게임개발자 제프리 캐플런.
- 1973년 - 캐나다의 배우, 성우 스티븐 오그.
- 1974년 - 대한민국의 희극인 이춘복.
- 1976년 - 대한민국의 배우 김지남.
- 1977년
  - 대한민국의 배우 소지섭.
  - 중화인민공화국의 사격 선수 천잉.
- 1978년 - 대한민국의 희극인 윤선희.
- 1979년 - 프랑스의 유도 선수 앙토니 로드리게즈.
- 1980년
  - 대한민국의 배우 최우준.
  - 대한민국의 가수, 싱어송라이터 이안.
- 1981년 - 일본의 배우 오노 마치코.
- 1982년 - 대한민국의 트로트가수 김다나.
- 1983년
  - 대한민국의 성우 박고운.
  - 대한민국의 희극인 김민기.
  - 대한민국의 배우 심진보. (~2018년)
- 1984년
  - 대한민국의 전직 스타크래프트 프로게이머 이창훈.
  - 미국의 프로레슬링 선수 라이언 네메스.
- 1985년 - 대한민국의 기업인 김예진.
- 1986년
  - 캐나다의 가수 앨릭스 존슨.
  - 대한민국의 배우 엄현경.
- 1987년
  - 대한민국의 래퍼, 배우 T.O.P (빅뱅).
  - 대한민국의 전직 스타크래프트 프로게이머 한규종.
- 1988년
  - 대한민국의 전직 아나운서, 방송인, 기업인 차해리.
  - 대한민국의 스타그래프트 프로게이머 김가영.
  - 잉글랜드 태생의 스코틀랜드의 축구 선수 크리스 마틴.
- 1989년
  - 대한민국의 핸드볼 선수 주희.
  - 일본의 가수, 성우 미야모토 카나코.
  - 에콰도르의 축구 선수 에네르 발렌시아.
- 1990년
  - 대한민국의 레이싱 모델 반지희.
  - 대한민국의 야구 선수 이학주.
  - 대한민국의 야구 선수 이상민.
  - 대한민국의 배우 홍수민.
  - 대한민국의 축구 선수 한승엽.
- 1991년
  - 일본의 스모 선수 쇼부시 간지. (~2020년)
  - 미국의 배우 아드리아나 체칙.
- 1992년
  - 대한민국의 래퍼 방민수 (틴탑).
  - 대한민국의 가수 고나영.
- 1993년
  - 대한민국의 배우 서혜원.
  - 대한민국의 축구 선수 이명재.
- 1994년
  - 대한민국의 가수 보혜.
  - 스페인의 축구 선수 파블로 가네트.
- 1995년 - 대한민국의 배우 권소이.
- 1996년
  - 대한민국의 가수 상연. (더보이즈)
  - 대한민국의 가수 메아리.
- 1997년 - 대한민국의 가수 현아.
- 1998년 - 벨라루스의 역도 선수 야우헤니 치한초우.
- 1999년 - 대한민국의 가수 Julie.
- 2000년 - 중화인민공화국의 탁구 선수 쑨잉사.
- 2001년 - 일본의 배우 겸 가수 오구라 리오 (STARRY PLANET☆최연소).
- 2006년 - 대한민국의 가수 지안.
- 2009년 - 대한민국의 유세윤의 아들 유민하.

### 미상
- 잉글랜드의 국왕이자 네덜란드 오렌지 공작 윌리엄 3세. (~1702년)
- 대한민국의 온라인콘텐츠창작자 앨리스 유.

## 사망
- 1847년 - 독일의 작곡가 펠릭스 멘델스존. (1809년~)
- 1915년 - 대한민국의 독립운동가, 의병장 채응언. (1879년~)
- 1918년 - 영국의 시인 윌프레드 오언. (1893년~)
- 1924년 - 프랑스의 작곡가, 오르가니스트, 피아니스트 가브리엘 포레. (1845년~)
- 1936년 - 대한제국의 관료 장길상(1874년~)
- 1975년 - 미국의 가수, 영화 배우 실라 라이언. (1921년~)
- 1988년 - 일본의 정치가, 총리 대신 미키 다케오. (1907년~)
- 1990년 - 대한민국의 공인회계사 겸 정치인 임길수. (1940년~)
- 1993년 - 대한민국 조계종의 승려 성철. (1912년~)
- 1995년 - 프랑스의 철학자 질 들뢰즈. (1925년~)
- 2008년 - 미국의 작가 마이클 크라이튼. (1942년~)
- 2018년 - 대한민국의 영화배우, 국회의원 신성일. (1937년~)
- 2020년 - 일본의 은행가 쓰치야 다카시. (1946년~)
- 2023년 - 대한민국의 승려 성열. (1945년~)
- 2024년
  - 미국의 밴드 밥 브라이어. (1979년~)
  - 스웨덴의 모델 키키 호칸손. (1929년~)

## 기념일
- 러시아 연방의 공휴일인 국민 통합의 날(День народного единства)이다.
- 커뮤니티 서비스 데이: 도미니카 연방
- 한글 점자(훈맹정음)의 날 ( 한글 點字(訓盲正音)의 날 ) : 대한민국

## 같이 보기
- 전날: 11월 3일 다음날: 11월 5일 - 전달: 10월 4일 다음달: 12월 4일
- 음력: 11월 4일
- 모두 보기